# L'armée avance
Pour plus de détails, voir Fiche technique et Distribution.
L'armée avance (進軍, Shingun) est un film japonais réalisé par Kiyohiko Ushihara, sorti en 1930.

## Synopsis
Kōichi est le fils d'un fermier qui rêve d'aviation. Il tombe amoureux de Toshiko Yamamoto, la fille d'un riche propriétaire terrien voisin qui vient de rentrer de ses études universitaires à Tokyo. Lorsqu'il assiste à une fête chez elle avec des officiers du régiment du frère de Toshiko, il se sent indigne d'elle en raison de son origine paysanne. Il décide de s'engager dans une école d'aviation. Lorsque la guerre éclate, il sert comme pilote lors de la campagne militaire japonaise, accomplissant des actes héroïques dans les airs et sur le champ de bataille, alors qu'il sauve ses camarades. Ayant triomphé des barrières de classe, il est désormais libre d'épouser la fille de ses rêves.

## Fiche technique
- Titre : L'armée avance[1]
- Titre original : 進軍 (Shingun?)
- Réalisation : Kiyohiko Ushihara
- Assistant réalisateur : Hiromasa Nomura
- Scénario : Kōgo Noda, d'après le roman Marching On de James Boyd (en)
- Photographie : Bunjirō Mizutani (ja)
- Conseils techniques pour la photographie aérienne : Shigeyoshi Suzuki
- Décors : Yonekazu Wakita
- Production : Shirō Kido, Tomojirō Tsutsumi et Osamu Rokusha
- Société de production : Shōchiku
- Société de distribution : Shōchiku
- Pays de production :  Empire du Japon
- Langue originale : japonais
- Format : noir et blanc — 1,33:1 — 35 mm — muet
- Genres : film de guerre ; drame ; romance
- Durée : 142 minutes
- Date de sortie : 
  - Empire du Japon : 7 mars 1930[2]

## Distribution
- Denmei Suzuki : Kōichi Shinohara
- Hideo Fujino : Shosaku, le père de Kōichi
- Utako Suzuki (ja) : Otoki, la mère de Kōichi
- Kinuyo Tanaka : Toshiko Yamamoto
- Shunrō Takeda (ja) : Hiroyuki, le père de Toshiko
- Minoru Takada : Shirō, le frère de Toshiko
- Eiji Oshimoto (ja) : Owada, le pilote
- Tokuji Kobayashi : Kobayashi, l'ami de Shirō
- Dekao Yokoo : Kumakichi Kushiki, l'ami pilote de Kōichi
- Mariko Aoyama (ja) : Oshima-chan, sa petite amie
- Eiran Yoshikawa : le chauffeur
- Shōichi Kofujita (ja) : un garçon du village
- Hisao Yoshitani (ja) : le facteur
- Takeshi Sakamoto : officier A
- Atsushi Watanabe : officier B

## Autour du film
Shingun, est une romance à gros budget sur fond de film de guerre, ayant nécessité plus d'un an de tournage, et destinée à célébrer le dixième anniversaire de l'entrée de la Shōchiku dans la production cinématographique,.
Le National Film Center a restauré le film en 1967, obtenant un internégatif au format 35 mm à partir d'une épreuve au nitrate renvoyée au Japon par la bibliothèque du Congrès de Washington. 